# Celestino Aós Braco
Celestino Aós Braco (Artaiz, 6 aprile 1945) è un cardinale e arcivescovo cattolico spagnolo naturalizzato cileno, dal 25 ottobre 2023 arcivescovo emerito di Santiago del Cile.

## Biografia
Celestino Aós Braco è nato il 6 aprile 1945 ad Artaiz, in Navarra, comunità autonoma nella Spagna settentrionale.

### Formazione e studi
Ha ricevuto l'istruzione di base e quella secondaria presso la Scuola nazionale mista di Artaiz.
Il 16 agosto 1955, all'età di soli dieci anni, si è unito all'Ordine dei frati minori cappuccini nella sua terra natale. Successivamente, tra il 1960 e il 1963, ha compiuto studi filosofici a Saragozza.
Il 14 agosto 1963 è entrato nel noviziato di Sangüesa, emettendo la professione temporale religiosa il 15 agosto 1964. Tra il 1964 e il 1968 ha completato gli studi teologici a Pamplona, mentre il 16 settembre 1967 ha emesso la professione perpetua nella stessa città.
Il 30 marzo 1968, una settimana prima di compiere ventitré anni, è stato ordinato presbitero da monsignor Ignacio Gregorio Larrañaga Lasa, O.F.M.Cap., vescovo di Pingliang, in Cina. Dopo l'ordinazione sacerdotale è stato educatore ed insegnante a Lecaroz e vicario a Tudela, in Navarra.
Tra il 1972 e il 1980 ha seguito diversi corsi a livello accademico, prima all'Università di Saragozza e poi all'Università di Barcellona, dove ha conseguito una laurea in psicologia. In seguito ha studiato presso la Pontificia università cattolica del Cile, dal 1980 al 1981, grazie ad una borsa di ricerca internazionale in psicologia. Rientrato in Spagna, è stato professore a Pamplona e successivamente vicario cooperatore a Saragozza.

### Ministero sacerdotale in Cile
Nel 1983 è stato assegnato alla provincia del Cile dei padri cappuccini, ricoprendo l'incarico di vicario parrocchiale a Longaví, presso la diocesi di Linares. Due anni dopo, nel 1985, è stato eletto superiore della comunità cappuccina della diocesi di Santa María de Los Ángeles. È stato inoltre tesoriere dell'Associazione cilena di diritto canonico ed economo provinciale dei frati cappuccini in Cile.
Nel 1995 è stato nominato parroco della parrocchia di San Miguel, a Viña del Mar (Diocesi di Valparaíso), essendo inoltre superiore della comunità dei cappuccini nella città di Recreo. Durante i suoi anni di ministero nella diocesi di Valparaíso, ha ricoperto anche la carica di vicario episcopale per gli Istituti femminili di vita consacrata ed è stato membro del Consiglio episcopale. Nel 2008 è stato nominato vicario parrocchiale nella parrocchia di San Francisco de Asís, nella città di Los Ángeles (Diocesi di Santa María de Los Ángeles).
È stato membro di diverse corti ecclesiastiche cilene: in primo luogo, alla corte di Valparaíso, dove ha collaborato come promotore di giustizia; successivamente ha lavorato presso il Tribunale interdiocesano di Concepción, dove ha lavorato come psicologo e poi come giudice.
Oltre a ciò, è stato anche membro di diverse commissioni per studiare i miracoli attribuiti ad Alberto Hurtado, gesuita cileno, Tommaso Reggio, arcivescovo metropolita di Genova e fondatore della Congregazione delle Figlie di Santa Marta, ed il presunto miracolo della "Beatita Benavides".

### Ministero episcopale e cardinalato

Stemma con gli ornamenti esteriori dello scudo di quando era arcivescovo

Il 25 luglio 2014 papa Francesco lo ha nominato, all'età di sessantanove anni, vescovo di Copiapó; è succeduto al settantasettenne monsignor Gaspar Quintana Jorquera, C.M.F., dimissionario per raggiunti limiti d'età. Ha ricevuto la consacrazione episcopale il successivo 18 ottobre per imposizione delle mani di monsignor Ivo Scapolo, arcivescovo titolare di Tagaste e nunzio apostolico in Cile, assistito dai co-consacranti monsignori Gaspar Quintana Jorquera, ordinario diocesano emerito, e Pablo Lizama Riquelme, arcivescovo metropolita di Antofagasta. La cerimonia, durante la quale è avvenuta anche la presa di possesso della diocesi, si è svolta davanti alla cattedrale di Nostra Signora del Rosario di Copiapó, visto il grande numero di fedeli.
Il 23 marzo 2019 papa Francesco lo ha nominato amministratore apostolico sede vacante et ad nutum Sanctae Sedis dell'arcidiocesi di Santiago del Cile, dopo aver accettato le dimissioni presentate dal settantasettenne cardinale Ricardo Ezzati Andrello, S.D.B., imputato in un'indagine su larga scala di abusi sessuali che ha coinvolto tutta la gerarchia ecclesiastica cilena, portandone alle dimissioni in massa. Vista la particolarità della situazione, ha lasciato l'ufficio di vescovo di Copiapó.
Il 27 dicembre 2019 lo stesso papa lo ha nominato, settantaquattrenne, arcivescovo metropolita di Santiago del Cile. L'11 gennaio 2020 ha preso possesso dell'arcidiocesi, nella cattedrale di San Giacomo a Santiago del Cile.
Il 25 ottobre 2020, durante l'Angelus, papa Francesco ha annunciato la sua creazione a cardinale nel concistoro del 28 novembre seguente, durante cui ha ottenuto il titolo cardinalizio dei Santi Nereo e Achilleo; settantacinquenne, è il settimo arcivescovo di Santiago del Cile consecutivo a ricevere la porpora nella storia della Chiesa. Il 19 giugno 2021 ha preso possesso del titolo.
Il 28 luglio dello stesso anno la 123ª assemblea plenaria straordinaria della Conferenza episcopale del Cile lo ha eletto presidente.
Il 25 ottobre 2023 papa Francesco ha accolto la sua rinuncia, presentata per raggiunti limiti di età, al governo pastorale dell'arcidiocesi di Santiago del Cile; gli è succeduto Fernando Natalio Chomalí Garib, fino ad allora arcivescovo metropolita di Concepción.
Il 6 aprile 2025 ha compiuto ottant'anni e, in base a quanto disposto dalla costituzione apostolica Universi Dominici Gregis di papa Giovanni Paolo II del 1996, è uscito dal novero dei cardinali elettori e da tutti gli incarichi ricoperti dalla Curia romana.
È stato membro della Pontificia commissione per l'America Latina, dal 16 dicembre 2020, e della Congregazione per l'educazione cattolica, dal 29 settembre 2021.

## Genealogia episcopale e successione apostolica
La genealogia episcopale è:
- Cardinale Scipione Rebiba
- Cardinale Giulio Antonio Santori
- Cardinale Girolamo Bernerio, O.P.
- Arcivescovo Galeazzo Sanvitale
- Cardinale Ludovico Ludovisi
- Cardinale Luigi Caetani
- Cardinale Ulderico Carpegna
- Cardinale Paluzzo Paluzzi Altieri degli Albertoni
- Papa Benedetto XIII
- Papa Benedetto XIV
- Papa Clemente XIII
- Cardinale Marcantonio Colonna
- Cardinale Giacinto Sigismondo Gerdil, B.
- Cardinale Giulio Maria della Somaglia
- Cardinale Carlo Odescalchi, S.I.
- Vescovo Eugène de Mazenod, O.M.I.
- Cardinale Joseph Hippolyte Guibert, O.M.I.
- Cardinale François-Marie-Benjamin Richard de la Vergne
- Cardinale Pietro Gasparri
- Cardinale Clemente Micara
- Cardinale Antonio Samorè
- Cardinale Angelo Sodano
- Arcivescovo Ivo Scapolo
- Cardinale Celestino Aós Braco, O.F.M.Cap.

La successione apostolica è:
- Vescovo Ricardo Basilio Morales Galindo, O. de M. (2020)
- Vescovo Julio Esteban Larrondo Yáñez (2020)
- Vescovo Carlos Alberto Godoy Labraña (2021)
- Vescovo Cristián Castro Toovey (2021)
- Vescovo Isauro Ulises Covili Linfati, O.F.M. (2022)
- Vescovo Álvaro Chordi Miranda (2022)
- Vescovo Luis Alberto Migone Repetto (2023)